# 13916 Bernolák
13916 Bernolák è un asteroide della fascia principale. Scoperto nel 1982, presenta un'orbita caratterizzata da un semiasse maggiore pari a 2,4357428 UA e da un'eccentricità di 0,2445525, inclinata di 5,80224° rispetto all'eclittica.
L'asteroide è dedicato allo scrittore slovacco Anton Bernolák (1762-1813).